# Wąwolnica
Wąwolnica es un pueblo, que hasta 1870 fue una ciudad. Se encuentra en el powiat de Puławy (Voivodato de Lublin, Polonia). Es la sede del comunidad Gmina Wąwolnica. En 1946 fue destruida por fuerzas de la Oficina de Seguridad, el servicio de inteligencia del gobierno comunista.

## Personalidades
- Józef Gosławski (1908-1963) - escultor y medallista polaco. Vivió en Wąwolnica durante su infancia y después, durante la Segunda Guerra Mundial[2]
- Stanisław Gosławski (1918-2008) - escultor polaco y autor de muchas obras de artes decorativas. Nació en Wąwolnica el 7 de septiembre de 1918[3]